# Le Baiser du barbu
 (janvier 2023).
Pour plus de détails, voir Fiche technique et Distribution.
Le Baiser du barbu est un film québécois réalisé par Yves P. Pelletier sorti en 2010 et mettant en vedette David Savard et Isabelle Blais.

## Synopsis
Benoît, un acteur, obtient du succès après s'être fait pousser une barbe. Le malheur, c'est que sa conjointe, Vicky, semble être allergique à tout ce poil. Elle lui laisse un choix, c'est elle ou la barbe.

## Fiche technique
Source : IMDb et Films du Québec
- Titre original : Le Baiser du barbu
- Réalisation : Yves P. Pelletier
- Scénario : Yves P. Pelletier
- Musique : Mathieu Vanasse, Jean Massicotte, Alexandre Désilets
- Direction artistique : Francis Tremblay
- Costumes : Louise Despatie
- Maquillage : Odile Ferlatte
- Coiffure : France Latreille
- Photographie : Pierre Jodoin
- Son : Don Cohen, François Senneville, Stéphane Bergeron
- Montage : Dominique Fortin
- Production : Nicole Robert et Martine Beauchemin
- Société de production : Go Films
- Sociétés de distribution : Les Films Séville, Alliance Vivafilm
- Budget : 3,4 millions $ CA
- Pays de production :  Canada
- Tournage : juillet 2009, Montréal et sa banlieue
- Langue originale : français
- Format : couleur — format d'image : 1,85:1 — son Dolby numérique
- Genre : comédie sentimentale
- Durée : 101 minutes
- Dates de sortie :
  - Canada : 14 juin 2010 (première au cinéma Impérial à Montréal)[2]
  - Canada : 18 juin 2010 (sortie en salle au Québec)
  - Canada : 2 novembre 2010 (DVD)
- Classification :
  - Québec : Visa général[3]

## Distribution
- David Savard : Benoît Pépin
- Isabelle Blais : Vicky « Vicks » Bourgeois
- Louis-José Houde : Renaud Durocher
- Ricardo Trogi : François « Frank » Pépin, frère de Benoît
- David Boutin : Quentin Dumais
- Hélène Bourgeois Leclerc : Caro
- Pierre-François Legendre : Vincent
- Benoit Gouin : Gervais Trottier
- Alexis Martin : Dr Carl-Gustave Lejeune, le psy
- Bénédicte Décary : Mélissa Morin
- Brigitte Pogonat : Maude
- Claude Laroche : Gilbert
- Richard Fréchette : Raymond
- Maxime Morin : Jennifer
- Guy A. Lepage : client du resto
- André Ducharme : client du resto
- Bruno Landry : client du resto
- Yves P. Pelletier : client du resto
- Daniel Grenier : robineux
- Anne-Marie Withenshaw : journaliste culturelle
- Nathalie Gascon : cliente au poil dans la soupe